# Побєда (футбольний клуб)
«Побєда» (мак. Победа) — колишній македонський футбольний клуб, розташований у місті Прілеп. Протягом 18 сезонів разом з клубами «Вардар» та «Сілекс» входив у трійку команд, які брали участь у всіх чемпіонатах Першої ліги, поки по ходу сезону 2009/10 «Побєда» не була знята з розіграшу чемпіонату і виключена з Першої ліги.

## Історія
Клуб був заснований в 1941 році під назвою «Гоце Делчев», в честь македонського національного героя Гоце Делчева. У 1950 році він був перейменований в «Побєду» і грав в республіканському дивізіоні чемпіонату Югославії. За цей час сім разів був чемпіоном СР Македонії в сезонах: 1952/53, 1958/59, 1961/62, 1962/63, 1978/79, 1980/81 і 1985/86, вигравши найбільше трофеїв серед усіх учасників. Втім, найсильніші клуби республіки, зокрема «Вардар» виступали в загальноюгославських турнірах і участі в чемпіонаті Македонії не брали. Натомість «Побєді» так ніколи і не вдалося потрапити в найвищий югославський дивізіон.
Після здобуття незалежності Македонії «Побєда» була включена до вищого дивізіону новоствореної держави і провела перший сезон 1992/93 під назвою «Побєда Вітамінка». Серед 18 команд клуб зайняв 11-те місце, але тільки на 2 пункти вище зони вильоту. Сезон 1993/94 був уже краще, і команда з Прілепа зайняла 6-те місце. У третьому розіграші клуб виступив ще краще, досягнувши 4-го місця. Перед наступним сезоном у назві команди зникла друга частина «Вітамінка», і команда в сезоні 1995/96 знову зайняла 4-те місце.
Гарна кадрова політика призвела до побудови цікавої команди, яка була в стані боротися за найвищі цілі в Македонії, і вже в сезоні 1996/97 «Побєда» стала віце-чемпіоном країни і вперше в своїй історії потрапила до єврокубків — у Кубок УЄФА. Тим не менш наступний сезон 1997/98 виявився не таким вдалим і клуб закінчив його на 5-му місці, а в єврокубках вилетів вже в першому раунді від польської «Одри» (2:1, 0:3). Тим не менше в сезоні 1998/99 «Побєда» посіла третє місце і знову кваліфікувалась у єврокубки, цього разу в Кубок Інтертото, а ключовим моментом стала перемога 2:1 над «Вардаром», яка стала помстою за поразку від «Вардара» в півфінальному матчі Кубка Македонії.
Сезон 1999/00 приніс другий титул віце-чемпіона країни в історії клубу. У Кубку Інтертото «Побєда» пройшла в першому раунді словацький «Тренчин» (3:1, 1:3 і 4:3 по пенальті), але в другому раунді програли італійській «Перуджі» (0:0, 0:1). У цьому ж сезоні команда дійшла до фіналу Кубка Македонії, але зазнала розгромної поразки 0:6 від чемпіона країни, столичного клубу «Слога Югомагнат».
У сезоні 2000/01 «Побєда» знову опинилася у призерах, зайнявши третє місце, але в кубку вилетіла вже на стадії 1/8 фіналу. А в Кубку УЄФА попередньому раунді «Побєда» пройшла румунський клуб «Університатю» Крайова (1:0, 1:1), проте в основному раунді «червоні» програли італійській «Пармі» (0:2 і 0:4).
Наступний сезон 2001/02 став одним з найслабших для команди в чемпіонаті за часів незалежності. Команда закінчила тільки на 4-му місце в таблиці. Натомість команда зосередилась на Кубку Македонії, де у півфіналі вони перемогли «Слогу Югомагнат» (2:0 і 1:0), взявши реванш за поразку в попередні роки. У фіналі команда зіткнулася з «Цементарницеб 55», яку було обіграно 3:1, завдяки чому «Победа» отримала право грати в Кубку УЄФА, програвши вже в попередньому раунді в данському «Мідтьюлланну» — в першому матчі македонський клуб виграв 2:0, але в другій поступився в додатковому часі 3:0 і вилетів з турніру.
Сезон 2002/03 не приніс серйозних результатів — третє місце в чемпіонаті і виліт з Кубку вже в 1/8 фіналу, програвши по пенальті «Беласиці». Тим не менше в наступному сезоні 2003/04 «Победа» досягла найбільшого успіху у своїй історії — використовуючи слабкість македонських грандів, «Вардара» і «Слоги», вона вперше в історії стала чемпіоном Македонії. Історична перемога клубу з Прилепа була забезпечена в 32-му турі, після нульової нічиєї проти «Сілекса», що йшов на другому місці.
Перемога в чемпіонаті дозволила клубу наступного сезону вперше зіграти у відбіркових раундах Ліги чемпіонів, де він програв в першому раунді вірменському «Пюніку» (1:3 і 1:1). Того ж сезону у чемпіонаті результати дещо знизилися — третє місце, яке, однак, дозволило претендувати на Кубок Інтертото. Там «червоні» двічі перемогли в першому турі сербське «Смедерево» (2:1, 1:0). У наступному етапі македонський клуб потрапив на німецький «Гамбург», двічі програвши по 1:4.
Сезон 2005/06 знову виявився невдалим у «червоних» — 4-те місце з відставанням в 10 очок до третього «Вардара», а в Кубку Македонії клуб вилетів в чвертьфіналі від «Шкендії». Проте в сезоні 2006/07 команда після перерви в 3 роки вдруге у своїй історії виграла чемпіонат і знову пробилась в Лігу чемпіонів. Щоправда там знову пройти перший раунд не вдалося — македонці вилетіли від естонської «Левадії» (0:1, 0:0).
17 квітня 2009 року УЄФА дискваліфікувала «Побєду» з єврокубків на 8 років за договірний матч проти «Пюніка» в рамках першого відбіркового раунду Ліги чемпіонів 2004/05. Найближчий сезон, в якому «Побєда» отримає можливість грати в єврокубках, буде сезон 2017/18. На початку сезону 2009/10 «Побєда» була знята з розіграшу чемпіонату і виключена з Першої ліги.
У 2010 році у місті був створений новий футбольний клуб «Вікторія» (Прілеп), який 2015 року був перейменований у «Побєду». Тим не менше команда юридично не вважається наступниками оригінальної «Побєди» і результати обох клубів реєструються окремо у ФФМ.

## Протистояння
Головними суперниками клубу є «Пелістер», і матчі між командами називають Дербі Пелагонії (географічний регіон в Македонії).

## Вболівальники
Прихильники «Побєди» мали назву Маймуни (укр. Мавпи).

## Досягнення
- Чемпіон Македонії (2): 2003/04, 2006/07
- Віце-чемпіон Македонії (2): 1996/97, 1999/00
- Володар Кубка Македонії (1): 2001/02
- Фіналіст Кубка Македонії (2): 1999/2000, 2006/07

## Сезони
| Сезон   | Чемпіонат  | Чемпіонат                        | Чемпіонат                        | Чемпіонат                        | Чемпіонат                        | Чемпіонат                        | Чемпіонат                        | Чемпіонат                        | Чемпіонат | Кубок | Єврокубки       | Єврокубки |
| Сезон   | Ліга       | І                                | В                                | Н                                | П                                | ГЗ                               | ГП                               | О                                | М         | Кубок | Єврокубки       | Єврокубки |
| ------- | ---------- | -------------------------------- | -------------------------------- | -------------------------------- | -------------------------------- | -------------------------------- | -------------------------------- | -------------------------------- | --------- | ----- | --------------- | --------- |
| 1992/93 | Перша ліга | 34                               | 14                               | 5                                | 15                               | 51                               | 48                               | 33                               | 11        |       |                 |           |
| 1993/94 | Перша ліга | 30                               | 11                               | 8                                | 11                               | 38                               | 37                               | 30                               | 6         |       |                 |           |
| 1994/95 | Перша ліга | 30                               | 16                               | 5                                | 9                                | 55                               | 35                               | 53                               | 4         | Р1    |                 |           |
| 1995/96 | Перша ліга | 28                               | 12                               | 8                                | 8                                | 52                               | 34                               | 44                               | 4         |       |                 |           |
| 1996/97 | Перша ліга | 26                               | 17                               | 3                                | 6                                | 55                               | 26                               | 54                               | 2         | 1/2   |                 |           |
| 1997/98 | Перша ліга | 25                               | 11                               | 6                                | 8                                | 29                               | 21                               | 39                               | 5         |       | Кубок УЄФА      | КР1       |
| 1998/99 | Перша ліга | 26                               | 17                               | 2                                | 7                                | 51                               | 18                               | 53                               | 3rd       | 1/2   |                 |           |
| 1999/00 | Перша ліга | 26                               | 15                               | 7                                | 4                                | 57                               | 23                               | 52                               | 2         | Ф     | Кубок Інтертото | Р2        |
| 2000/01 | Перша ліга | 26                               | 18                               | 2                                | 6                                | 64                               | 27                               | 56                               | 3rd       | Ф     | Кубок УЄФА      | Р1        |
| 2001/02 | Перша ліга | 20                               | 7                                | 4                                | 9                                | 28                               | 28                               | 25                               | 4         | Ч     | Кубок Інтертото | Р2        |
| 2002/03 | Перша ліга | 33                               | 20                               | 5                                | 8                                | 55                               | 33                               | 65                               | 3rd       | Р2    | Кубок УЄФА      | КР        |
| 2003/04 | Перша ліга | 33                               | 22                               | 5                                | 6                                | 78                               | 42                               | 71                               | 1         | 1/2   | Кубок Інтертото | Р2        |
| 2004/05 | Перша ліга | 33                               | 16                               | 7                                | 10                               | 59                               | 49                               | 55                               | 3rd       | Р1    | Ліга чемпіонів  | КР1       |
| 2005/06 | Перша ліга | 33                               | 16                               | 6                                | 11                               | 58                               | 46                               | 54                               | 4         | 1/4   | Кубок Інтертото | Р2        |
| 2006/07 | Перша ліга | 33                               | 21                               | 8                                | 3                                | 73                               | 42                               | 71                               | 1         | RU    | Кубок Інтертото | Р1        |
| 2007/08 | Перша ліга | 33                               | 12                               | 9                                | 12                               | 48                               | 48                               | 45                               | 6         | Р1    | Ліга чемпіонів  | КР1       |
| 2008/09 | Перша ліга | 30                               | 8                                | 8                                | 14                               | 31                               | 47                               | 32                               | 8         | Р2    |                 |           |
| 2009/10 | Перша ліга | ФФМ виключила клуб з Першої ліги | ФФМ виключила клуб з Першої ліги | ФФМ виключила клуб з Першої ліги | ФФМ виключила клуб з Першої ліги | ФФМ виключила клуб з Першої ліги | ФФМ виключила клуб з Першої ліги | ФФМ виключила клуб з Першої ліги | ↓         | Р2    |                 |           |

## Результати в єврокубках
Клуб неодноразово виступав в Лізі чемпіонів і Кубку УЄФА, але пройти далі кваліфікаційного раунду йому вдалося тільки одного разу в сезоні 2000/01
| Турнір              | М | В | Н | П | ГЗ | ГП |
| ------------------- | - | - | - | - | -- | -- |
| Ліга чемпіонів УЄФА | 4 | 0 | 2 | 2 | 2  | 5  |
| Кубок УЄФА          | 8 | 3 | 1 | 4 | 8  | 14 |

| Сезон   | Турнір          | Раунд | Суперник                      | Вдома | В гостях   | Загалом        |  |
| ------- | --------------- | ----- | ----------------------------- | ----- | ---------- | -------------- |  |
| 1997/98 | Кубок УЄФА      | КР1   | «Одра» (Водзіслав-Шльонський) | 2–1   | 0–3        | 2–4            |  |
| 1999    | Кубок Інтертото | Р2    | «Тренчин»                     | 3–1   | 1–3 (д.ч.) | 4–4 (4–3 пен.) |  |
| 1999    | Кубок Інтертото | Р2    | «Перуджа»                     | 0–2   | 0–1        | 0–1            |  |
| 2000/01 | Кубок УЄФА      | КР    | «Університатя»                | 1–2   | 1–1        | 2–1            |  |
| 2000/01 | Кубок УЄФА      | Р1    | «Парма»                       | 0–2   | 0–4        | 0–6            |  |
| 2001    | Кубок Інтертото | Р1    | «Загреб»                      | 1–1   | 2–1        | 3–2            |  |
| 2001    | Кубок Інтертото | Р2    | «Чайкур Різеспор»             | 2–1   | 2–2        | 4–1            |  |
| 2001    | Кубок Інтертото | R3    | «Хмел» (Блшани)               | 0–1   | 0–2        | 0–1            |  |
| 2002/03 | Кубок УЄФА      | КР    | «Мідтьюлланн»                 | 2–2   | 0–3 (д.ч.) | 2–3            |  |
| 2003    | Кубок Інтертото | Р1    | «Спартак» (Трнава)            | 2–1   | 5–1        | 7–2            |  |
| 2003    | Кубок Інтертото | Р2    | «Пашинг»                      | 1–1   | 1–2        | 2–3            |  |
| 2004/05 | Ліга чемпіонів  | КР1   | «Пюнік»                       | 1–3   | 1–1        | 2–4            |  |
| 2005    | Кубок Інтертото | Р1    | «Смедерево»                   | 2–1   | 1–2        | 3–1            |  |
| 2005    | Кубок Інтертото | Р2    | «Гамбург»                     | 1–4   | 1–4        | 2–8            |  |
| 2006    | Кубок Інтертото | Р1    | «Фарул»                       | 2–2   | 0–2        | 2–4            |  |
| 2007/08 | Ліга чемпіонів  | КР1   | «Левадія» (Таллінн)           | 0–1   | 0–2        | 0–1            |  |

## Тренери
| - Ілія Димовський (1993–94) - Драган Канатларовський (1994–96, 1999–00) - Лазар Плачков - Никола Ілієвський (2000–01) - Зоран Смилеський (2001–02) - Мирсад Йонуз (2002–03) | - Драган Канатларовський (2003–04) - Никола Ілієвський (2004) - Драгі Христовський (2004–06) - Нікольче Дзравевський (2006–08) - Небойша Петрович (2009) - Горан Тодороський (2009–10) |  |